# 苇叶獐牙菜
苇叶獐牙菜（学名：Swertia wardii）为龙胆科獐牙菜属下的一个种。

## 扩展阅读
- 維基物種上的相關：苇叶獐牙菜